# Егоров, Егор Егорович
Егор (Георгий) Егорович Егоров (1877—1949) — русский и советский оперный певец-бас и педагог, профессор (1939), доктор искусствоведения (1944); Заслуженный деятель искусств РСФСР (1948).

## Биография
Родился 22 июля (3 августа по новому стилю) 1877 года в Москве.
По окончании фельдшерской школы, с 1895 года работал помощником прозектора гистологической лаборатории Московского университета. В 1898—1902 годах обучался в Московской консерватории (класс В. М. Зарудной). В этом же году дебютировал в Товариществе Московской частной оперы. Затем выступал в Большом театре Москвы, оперных театрах Киева, Одессы, Харькова, Тифлиса и других городов России. В 1910 году из-за болезни Егоров был вынужден оставить сцену.
Е. Е. Егоров был первым исполнителем партии Честного отшельника в «Сказании о граде Великом Китеже и тихом озере Светояре». Его лучшими работами были партии — Неизвестный («Аскольдова могила»), Сусанин («Жизнь за царя» М. Глинки), Рене («Иоланта»), Гремин («Евгений Онегин» П. Чайковского), Нилаканта («Лакме» Л. Делиба), Гремин, Нилаканта, Мефистофель («Фауст»). Партнёрами Егорова по сцене были — Н. Ермоленко-Южина, Н. Забела-Врубель, М. Кузнецова-Бенуа, А. Нежданова, Д. Смирнов, Л. Собинов, Ф. Шаляпин.
В 1909—1915 годах преподавал в Киевской музыкальной школе им. Н. Лысенко и давал частные уроки пения. В 1916—1919 годах преподавал в Киевской консерватории, в 1919—1922 годах — в Таганрогской консерватории. В 1922—1932 годах преподавал в Московской консерватории и одновременно был руководителем вокальных курсов в Государственном институте музыкальной науки.
С 1933 года жил в Свердловске, где читал лекции по методике сольного пения в Музыкальном училище им. П. И. Чайковского. В 1934 был одним из организаторов вокальной кафедры Свердловской консерватории, став в нём деканом факультета и заведующим кафедрой. В числе его учеников были В. Борисенко, Г. Бушуев, Г. Воробьев, О. Егорова (жена Егорова), А. Окаемов, В. Попов, А. Халилеева.
Умер 15 февраля 1949 года в Свердловске.